# ファイアー・レスキュー
『ファイアー・レスキュー』（原題：救火英雄、AS THE LIGHT GOES OUT）は、2014年に公開された香港・中国合作のアクション映画。

## キャスト
※括弧内は日本語吹替キャスト。
- ホー・ウィンサム大隊長 - ニコラス・ツェー（浪川大輔）
- ヤウ・ボンチウ隊長 - ショーン・ユー（高橋広樹）
- リー・プイトウ監督 - サイモン・ヤム（魚建）
- ホイ・ヨン隊員 - フー・ジュン（楠大典）
- ヤン・リン - バイ・ビン
- イップ・チーファイ署長 - アンディ・オン（前田一世）
- チョン・マンキン隊員 - ウィリアム・チャン
- マン - パトリック・タム
- タム・チーコン消防本部長 - リウ・カイチー
- 消防庁長官 - アンドリュー・ラウ
- ＣＭのスター - ジャッキー・チェン（石丸博也）